# JavaScript
|  | No s'ha de confondre amb Java (llenguatge de programació). |

JavaScript és un llenguatge script basat en objectes implementat originàriament per Netscape Communications Corporation, i que va derivar en l'estàndard ECMAScript. És conegut sobretot pel seu ús en pàgines web, però també s'utilitza en altres aplicacions.
Malgrat el seu nom, JavaScript no deriva del llenguatge de programació Java, però tots dos compartixen una sintaxi similar inspirada en el llenguatge C. Semànticament, JavaScript és més pròxim als llenguatges Self i ActionScript (basat també en l'ECMAScript). El nom "JavaScript" és una marca registrada per Oracle Corporation.

## Característiques
És un llenguatge de programació basat en objectes i de guió (també conegut com a script) que suporta els principis de polimorfisme, herència per delegació), abstracció i encapsulació. És sensible a les majúscules i minúscules, està orientat a esdeveniments (principalment solen implementar-se als botons del codi HTML), se sol utilitzar per a generar codi HTML i és un llenguatge de programació interpretat.
Quan s'utilitza com a llenguatge al costat-client en l'àmbit web, els scripts s'executen al navegador web, servint com a extensió de les capacitats del llenguatge de la web HTML. La interacció entre JavaScript, el codi HTML i el navegador web es fa possible mitjançant un conjunt d'objectes que representen l'estructura d'una pàgina web en forma d'arbre, anomenat Model d'Objectes del Document.

## Història
El 1993 el National Center for Supercomputing Applications creà el navegador web Mosaic. Per a explotar les possibilitats de la web, que estava en desenvolupament, es fundà l'empresa Netscape Corporation. Netscape creà el navegador Netscape Navigator. Netscape es donà compte de la necessitat de que el contingut web havia de ser més dinàmic. Així el 1995 contractà a Brendan Eich.
El 1995, Brendan Eich va desenvolupar en Netscape Corporation la primera versió d'este llenguatge sota el nom Mocha, rebatejat LiveScript i finalment Javascript. Aquest últim canvi de nom va coincidir amb la inclusió de la tecnologia Java per part del navegador web Netscape. La primera versió del llenguatge es va presentar el desembre de 1995 a la versió 2.0B3 del navegador Netscape. Microsoft implementà més tard una versió amb el nom JScript, però sovint també se l'anomena Javascript.
En un principi, s'usava a pàgines web HTML, per realitzar feines i operacions al marc de l'aplicació client servidor. Amb l'aparició de la Web 2.0, Javascript s'ha convertit en un veritable llenguatge de programació que aporta la potència de càlcul al navegador per augmentar la usabilitat d'aplicacions web amb tècniques avançades com AJAX o JCC.
El 1997 els autors van proposar Javascript com a estàndard de l'European Computer Manufacturers Association ECMA, que tot i el seu nom no és europeu, sinó internacional, amb la seu a Ginebra. El juny de 1997 va ser adoptat com un estàndard ECMA, amb el nom ECMAScript. Poc després també va ser un estàndard ISO.
JScript és la implementació del ECMAScript de Microsoft, molt similar al JavaScript de Netscape, però amb certes diferències al model d'objecte del navegador que fan les dues versions incompatibles.
Per evitar aquestes incompatibilitats, el World Wide Web Consortium va dissenyar l'estàndard Document Object Model (DOM, o Model d'Objectes del Document en català), que incorpora el Konqueror, les versions 6 d'Internet Explorer i Netscape Navigator, Opera versió 7, i Mozilla des de la seva primera versió.

## Programa d'exemple
Aquest programa escriu "Hola món" al dispositiu de sortida per defecte,
```
 
document
.
write
(
'Hola, món!'
);

```

amb una alerta,
```
 
alert
(
'Hola, món!'
);

```

a la consola del navegador i a l'entorn Node.js
```
console
.
log
(
'Hola, món!'
);

```

Per experimentar fora del navegador podeu descarregar-vos el motor Javascript de Mozilla
- Per a Linux podeu instal·lar el paquet de la distribució, compilat a codi màquina.

```
rhino --help
```

- Per a l'Android cal instal·lar el paquet SL4A (Scripting Layer for Android)[8] i seguidament el "Rhino for Android" (a la mateixa web).

- Per a altres sistemes, el podeu descarregar per a la màquina Virtual Java d'aquí.[9]

Un cop descarregat i desempaquetat, obriu una finestra de comandes, canvieu directori a la carpeta del paquet obert i activeu el Rhino sobre JVM amb
```
java -jar js.jar
```

## Característiques

### Generals
Les relacions d'herència entre objectes no són per classes i subclasses, sinó individuals entre un objecte i un altre, anomenat el seu prototipus (relacionats mitjançant la propietat prototype), al qual es deleguen les operacions i propietats que el primer desconeix (no pròpies o específiques).
- Només es pot establir un prototipus mitjançant una funció constructora.
- Els prototipus poden formar una cadena que ha de ser finita (no hi pot haver cicles).

Vegeu l'exemple més avall a "Creació d'objectes".

### Sintaxi

#### Comentaris
```
 
// comentari fins a fi de línia

 
/* comentari 

 multilínia

 */

```

#### Blocs
```
'{' instrucció ';' instr. '}'
```

### Tipus i valors
Undefined
```
 
undefined
 
// valor de variables no definides

 
// i dels paràmetres formals de funcions, absents a la crida

 
if
 
(
nom_var
 
==
 
undefined
)
 
nom_var
 
=
 
valor_per_defecte
 
;

 
var
 
excepció_manca_param
 
=
 
"manca paràmetre"
 
;

 
var
 
doble
 
=
 
function
 
(
x
)
 
{
 
if
 
(
x
 
==
 
undefined
)
 
throw
 
excepció_manca_param
 
;

 
else
 
return
 
2
 
*
 
x
;
 

 
}
 

 
try
 
{

 
doble
()
 
;

 
}

 
catch
 
(
error
)
 
{

 
if
 
(
error
 
==
 
excepció_manca_param
)
 
alert
(
"Error: "
+
error
)
 
;

 
}

```

Null
```
null
```

Boolean
Operacions segons l'Àlgebra de Boole: (! :not),(&& :and),(|| :or)
```
 
false
,
 
true

 
Boolean
(
<
expressió_de_qualsevol_tipus
>
);
 
// conversió a booleà

 
// (els elem. neutres de la suma o concatenació avaluen a fals)

```

Number, real de 64 bits
Operacions segons la norma IEEE 754.
```
 
0
 
-
1
 
1.5
 
-
2E-3
 
NaN
 
+
Infinity
 
-
Infinity
 

 
// NaN és Not-a-Number (No-Numèric) com ara 0/0,

 
// ''Infinity'' indica sobreeiximent en el càlcul

 
Number
(
<
expressió_de_qualsevol_tipus
>
);
 
// conversió a numèric 

 
parseInt
(
string
)
 
// llegeix un enter

 
// parseInt("") == NaN

 
// parseInt("1.5") == 1

 
// parseInt("0xA") == 10 // llegeix hexadecimal

 
parseFloat
(
string
)
 
// llegeix un real

 
// parseFloat("1.2") == parseFloat("12E-1")

 
// parseFloat("1.2.3") == 1.2

 
// parseFloat("E1") == NaN

 
isNaN
(
number
)
 
// és resultat de 0/0 ? (NaN: No-Numèric)

 
isFinite
(
number
)
 
// (negat) hi ha hagut sobreiximent ?, per ex. 1/0 == Infinity (no dispara

 
// div-per-zero)

```

String
```
 
""
 
"abc"
 
'abc'

 
// conversió a cadena de caràcters de l'expressió

 
String
(
<
expressió_de_qualsevol_tipus
>
);

```

Operacions:
```
 
str1
 
+
 
operand
 
===
 
str1
.
concat
(
String
(
operand
))
 
// concatenació 

 
operand
 
+
 
str2
 
===
 
String
(
operand
).
concat
(
str2
)
 
// concatenació

 
"c"
.
localeCompare
(
"d"
)
 
===
 
-
1
 
// {1 (>), 0 (==), -1 (<), o primera diferència no nul·la de charCodeAt en els caràcters}

 
"0123"
.
substr
 
(
1
,
 
3
)
 
===
 
"123"
 
// str.substr(inici, llargada)

 
"0123"
.
substring
 
(
1
,
 
3
)
 
===
 
"12"
 
// str.substring(inici, índex_aturador)

 
"0123"
.
slice
 
(
1
,
 
3
)
 
===
 
"12"

 
"0123"
.
charAt
(
1
)
 
===
 
"1"

 
"0123"
.
charCodeAt
(
1
)
 
===
 
49
 
// Codi decimal del caràcter

 
"18/11/2011"
.
split
 
(
"/"
)
 
===
 
[
"18"
,
 
"11"
,
 
"2011"
]

 
"18/11/2011"
.
split
 
(
"/"
,
 
2
)
 
===
 
[
"18"
,
 
"11"
]
 
// amb límit de particions

 
"a//"
.
indexOf
(
"/"
)
 
===
 
1

 
"a//"
.
lastIndexOf
(
"/"
)
 
===
 
2

 
"abc"
.
replace
(
"b"
,
"p"
)
 
===
 
"apc"

 
"abcd"
.
search
(
"cd"
)
 
===
 
2
 
// (-1) en cas de fracàs en la cerca.

 
String
.
fromCharCode
(
64
)
 
===
 
"@"
 

 
"@"
.
charCodeAt
(
0
)
 
===
 
64

```

Object

### Objecte
Conjunt de propietats amb valor associat. (diccionari propietat → valor)
```
 
var
 
obj
 
=
 
{
 
propietat1
:
 
valor1
,
 
propietat2
:
 
valor2
,
 
..}

```

new devant d'un constructor genera objectes, sense new, constructors com ara String() no estan obligats, segons l'estàndard, a generar un objecte, sinó només la conversió al tipus primitiu (cas de booleans i nombres) o escalar (cas de tires de caràcters).

#### propietats de l'objecte Object, prototipus inicial dels objectes nous
```
 
obj
.
hasOwnProperty
 
(
'prop'
)
 
// consulta si l'objecte té la prop. específicament, 

 
// i no per delegació al prototipus

 
obj
.
isPrototypeOf
 
(
altre_obj
)
 
// si és prototipus de

 
obj
.
propertyIsEnumerable
 
(
'prop'
)
 
// si la prop. sortirà llistada en un bucle 'for(' prop_var

 
//'in' obj ')'

 
obj
.
toString
()
 
// representació estàndard

 
obj
.
toLocaleString
()
 
// representació segons ''Locale'' (característiques de cultura 

 
// local)

 
obj
.
valueOf
()
 
// retorna el seu valor d'instància (''this'')

```

#### Number
```
 
obj
 
=
 
new
 
Number
(
expr
.)
 
// amb new el nombre admet propietats a més del valor

 
obj
 
=
 
new
 
Number
(
5
)

 
obj
.
una_altra_prop
 
=
 
"abc"

```

- l'objecte Number conté valors típics per contrastar

```
 
Number
.
MAX_VALUE
 
// 1.7976931348623157 × 10^308

 
Number
.
MIN_VALUE
 
// 5 x 10^-324

 
Number
.
NaN
 
// valor ''Not-a-Number'' (cat:No-Numèric), ex.: resultat de 0/0

 
Number
.
POSITIVE_INFINITY
 
// indica "sobreeiximent en operacions de resultat positiu"

 
Number
.
NEGATIVE_INFINITY
 
// indica "sobreeiximent en operacions de resultat negatiu"

```

#### String(cadenes de text)
```
 
var
 
a
 
=
 
new
 
String
(
"0123"
)
 
// amb new fem un objecte, podem afegir-li propietats

 
var
 
a
 
=
 
"0123"
 
// valor [[escalar_(informàtica)|escalar]], no podem afegir-li propietats

```

mètodes (La majoria de mètodes de String no tornen un objecte String sinó un valor primitiu (escalar) de tipus String)

#### Funció
```
 
var
 
variable_o_propietat
 
=
 
function
 
(
param1
,
 
param2
,
 
..)
 
{
 
codi
 
}

 
// o també

 
function
 
nom_de_funcio
 
(
param1
,
 
param2
,
 
..)
 
{
 
codi
 
}

```

#### Array(vectors)
```
 
var
 
a
 
=
 
new
 
Array
(
llargada
)

 
var
 
a
 
=
 
[
0
,
 
1
,
 
2
,
 
3
,
 
4
]

 
var
 
a
 
=
 
Array
(
0
,
 
1
,
 
2
,
 
3
,
 
4
)
 
// un sol param. llargada 

 
//; més d'un, suposa que són elements

 
a
.
length
 
// llargada

 
// mètodes generadors: push (apila), unshift (afegeix pel cap), concat

 
// mètodes consultors: slice (llesca), join (ajunta formant String)

 
// mètodes mutadors: pop (desapila), shift (lleva el primer),

 
// reverse, sort

 
// splice (substitueix elements)

```

#### Date(data)
El tipus Date permet el càlcul amb dates amb una aproximació d'un mil·lisegon.
El temps, segons l'especificació ECMAScript, es mesura en mil·lisegons des de l'1 de gener de 1970 (Època Unix). Els segons intercalars no hi són comptats.
Les dates són una extrapolació del temps en mil·lisegons al Calendari gregorià
```
 
var
 
a
 
=
 
new
 
Date
()
 
// Ara

 
// inicialització

 
var
 
a
 
=
 
new
 
Date
(
'Jan 10, 2009 12:01:02'
)
 
// amb text interpretat com data/hora local

 
var
 
a
 
=
 
new
 
Date
 
(
any
,
 
mes
 
[,
 
dia
 
[,
 
hora
 
[,
 
minuts
 
[,
 
segons
 
[,
 
ms
]]]]])
 
// amb hora local

 
var
 
a
 
=
 
Date
.
UTC
 
(
any
,
 
mes
 
[,
 
dia
 
[,
 
hora
 
[,
 
minuts
 
[,
 
segons
 
[,
 
ms
]]]]])
 
// amb hora UTC

 
a
.
getTime
()
 
// valor intrínsec (this) de l'objecte Date 

 
// (mil·lisegons des de l'[[hora Unix|època Unix]]) 

 
a
.
getTimezoneOffset
()
 
// valor segons l'ajustatge del sistema op.

```

Alguns d'aquests mètodes poden desconcertar pel nom o rang de valors:
```
 
// camps resultat de l'extrapolació al Calendari Gregorià

 
a
.
getDate
()
 
// dia numèric del mes, rang 1..28..

 
a
.
getDay
()
 
// dia numèric de la setmana rang 0..6

 
a
.
getMonth
()
 
// mes numèric, rang 0..11

 
a
.
getYear
()
 
// obsolet!!, any des de 1900.<ref>[http://download.oracle.com/javase/1,5.0/docs/api/java/util/Date.html#getYear() Java API - Date.getYear()] mètode obsolet!!</ref>

 
a
.
getFullYear
 
// any complet

 
a
.
getHours
()
 
getMinutes
()
 
getSeconds
()
 
getMilliseconds
()
 

 
// funcions hora [[UTC]] substituint el prefix get...() per getUTC...()

```

#### RegExp(expressió regular)
```
var a = '/' 
patró_d'expressio_regular
 '/' 
senyals
```

```
// 
EBNF
 
senyals
 ::= { 'g' | 'i' | 'm' }
```

propietats:
```
 
str
 
a
.
source
 
// cadena patró

 
num
 
a
.
lastIndex
 
// posició on començar el proper intent d'encaixar, inicialment 0

 
bool
 
a
.
global
 
// ''senyal'' g -- (cerca múltiple) actualitza la 

 
// propietat lastIndex per a la cerca següent

 
bool
 
a
.
ignoreCase
 
// ''senyal'' i -- ignora caixa majús/min

 
bool
 
a
.
multiline
 
// ''senyal'' m -- ignora salts de línia

```

mètodes
```
 
a
.
test
(
str
)
 
// equival a: a.exec(str) != null

 
res
 
=
 
a
.
exec
(
str
)
 
// executa l'expressió regular contra la cadena str 

 
// fins a aconseguir un encaix

 
/* el resultat és o null (fracàs), o en cas d'èxit, un objecte Array amb propietats addicionals

 -- res.length : nombre d'encaixaments corresp. a tot el patró més grups assenyalats 

 pels parèntesis

 -- res[ 0] : subcadena encaixada corresponent a tot el patró

 -- res[ 1..length-1] : subcadenes corresponents a grups

 -- res.index : posició d'inici de l'encaix trobat a str

 -- res.input : valor de la cadena d'entrada str

 -- cas del ''senyal'' "g", a.lastIndex s'incrementa amb la llargada del resultat de l'encaix 

 res[0], preparat per a la cerca de l'encaix consecutiu

 */

```

#### Math
Biblioteca d'operacions numèriques:
```
 
Math
.
floor
(
-
3.5
)
 
==
 
-
4
 
// terra: major enter inferior -- cas de positius: part entera

 
Math
.
ceil
(
-
3.5
)
 
==
 
-
3
 
// sostre: menor enter superior

 
...

```

### Creació d'objectes

#### directament
```
 
var
 
objJoanPersona
 
=
 
new
 
Object
()

 
objJoanPersona
.
nom
 
=
 
'Joan'

 
objJoanPersona
.
edat
 
=
 
25

 
// o també

 
var
 
objJoanPersona
 
=
 
{
nom
:
 
'Joan'
,
 
edat
:
 
25
}

```

#### amb una funció constructora
Quan una funció es fa servir amb new s'anomena Constructor i inicialitza l'objecte creat amb new.
```
 
function
 
Alumne
(
academia
,
 
numMatricula
,
 
assignatures
)

 
{

 
this
.
academia
 
=
 
academia
 
;

 
this
.
numMatricula
 
=
 
numMatricula
 
;

 
this
.
assignatures
 
=
 
assignatures
 
;

 
}

 
var
 
objAlumne
 
=
 
new
 
Alumne
(
'La Meva Escola'
,
 
36
,
 
[
"Javascript"
,
 
"Java"
])
 
;

```

#### amb mecanisme d'herència perdelegacióa un altre objecte
Una funció Constructora d'objectes pot especialitzar un altre objecte si l'assigna a la propietat prototype de la funció.
```
 
// afegim la propietat ''prototype'' a la funció plantilla ''Alumne'' abans de fer-ne instàncies

 
Alumne
.
prototype
 
=
 
objJoanPersona
 
// previ a la instanciació dels alumnes

 
var
 
objJoanAlumne
 
=
 
new
 
Alumne
(
'Escola A'
,
 
36
,
 
[
"Javascript"
,
 
"Java"
])
 
;

 
objJoanAlumne
.
nom
 
// resultat, per delegació al prototipus objJoanPersona, 'Joan'

 
objPereAlumne
 
=
 
new
 
Alumne
(
'Escola A'
,
 
135
,
 
[
"Haskell"
,
 
"OCaml"
])
 
;

 
objPereAlumne
.
nom
 
=
 
'Pere'
 
// en assignar, genera una prop. específica de l'obj.,

 
// l'objecte prototipus no queda afectat.

```

this a la dreta d'una assignació equival al super dels llenguatges orientats a objectes per demanar el valor del mètode de la superclasse
```
 
var
 
ClasseArrel
 
=
 
function
(
str
)
 
{
this
.
prop
 
=
 
str
}
 
// funció constructora

 
var
 
obj1
 
=
 
new
 
ClasseArrel
(
"abc"
)

 
var
 
ClasseDerivada
 
=
 
function
(
str
)
 
{

 
this
.
prop
 
=
 
this
.
prop
 
+
 
str
 
// concatena la propietat "prop" del prototipus amb la var. "str"

 
}
 

 
ClasseDerivada
.
prototype
 
=
 
obj1
 
// ref. a una instància de ClasseArrel

 
var
 
obj2
 
=
 
new
 
ClasseDerivada
(
"def"
)
 

>
 
obj1
.
prop

"abc"

>
 
obj2
.
prop

"abcdef"

```

#### instanceof
```
 
var
 
ésAlumne_EnPere
 
=
 
objPereAlumne
 
instanceof
 
Alumne
 
// true

 
obj1
 
instanceof
 
ClasseArrel
 
// true

 
obj2
 
instanceof
 
ClasseDerivada
 
// true

 
obj2
 
instanceof
 
ClasseArrel
 
// true

```

### L'objecte Global
Valors i funcions globals definits a la norma ECMA262 edició 3a.:
```
NaN (acrònim de Not_a_Number, en català: No_Numèric), Infinity, undefined
```

```
 
eval
(
x
)

 
parseInt
(
string
)
 
// llegeix un enter de l'string 

 
// parseInt("") == NaN

 
// parseInt("1.5") == 1

 
// parseInt("0xA") == 10 // llegeix hexadecimal

 
parseFloat
(
string
)
 
// llegeix un real 

 
// parseFloat("1.2") == parseFloat("12E-1")

 
isNaN
(
number
)
 
// és resultat de 0/0 ? (NaN: No-Numèric)

 
isFinite
(
number
)
 
// (negat) hi ha hagut sobreiximent ?, per ex. 1/0 == Infinity (no dispara

 
// div-per-zero)

 
encodeURI
(
uri
)
 
// substitueix en una [[URI]] determinats caràcters per seqüències d'escapament 

 
// ASCII amb % seguit de 2 dígits hexadecimals, com ara %3D

 
decodeURI
(
uri
)
 
// inversa

 
...

```

### Operadors

#### Operadors enprefix(unaris)
```
delete propietat (elimina propietat)
void expr (avalua expr. i descarta resultat, retorna 
undefined
)
typeof expr (retorna tipus {"undefined", "boolean", "number", "string", "object", "function"}
++ (preincrement) 
-- (predecrement)
+
-
~ (
complement a 1
)
! (negació)
```

#### Operadors enpostfix(unaris)
```
++ (postincrement)
-- (postdecrement)
```

#### Operadors eninfix(binaris)
operadors multiplicatius
```
* producte
/ quocient
% residu (1,5% 1 == 0.5)
```

operadors additius
```
+ (si un operand és String, concatena amb la conv. a String de l'altre)
-
```

operadors de bits
```
<< (desplaçament a l'esquerra) (0x80000000 << 1 == 0)
>> (desplaçament a la dreta, que manté el signe)
>>> (desplaçament sobre valor natural)
& (and)
^ (xor)
| (or)
```

operadors d'igualtat
```
== != (igualtat convertint tipus si cal) // "12" == 12 dona true 
=== !== (igualtat estricta: sense conversió de tipus) // "12" === 12 dona false
```

operadors relacionals
```
< <= > >=
instanceof (objecte instanceof plantilla_de_classe)
in (propietat in objecte = objecte té la prop.)
```

operador condicional
```
?: (condició "?" expr_cas_de_cert ":" expr_cas_de_fals) (true?1:0 == 1)
```

operadors d'assignació
```
=
*= /= %= += -= <<= >>= >>>= &= ^= |=
```

operador coma
```
expressió_d'efectes_laterals "," expressió === resultat de la segona expressió
```

 var a = alert("alerta!"), 2 // a == 2

## Biblioteques Javascript rellevants

### Biblioteca informàtica
- React
- Vue.js
- AngularJS

### Gestió d'esdeveniments
- jQuery Consulta i tractament d'esdeveniments d'objectes del document segons el model DOM

### Programació funcional
- wu[11]
- Underscore[12]
- osteele[13]

### Programació reactiva funcional
- flapjax[14] permet establir dependències per alterar característiques del codi DOM a conseqüència de canvis de valor de camps (Behaviours) o successions d'esdeveniments (Event streams)
- Elm: llenguatge de programació amb sintaxi quasi Haskell amb tractament unificat d'esdeveniments i senyals (Behaviours) que compila a JavaScript. Parteix d'un nus buit de Html generant-hi l'estructura per combinació.

### Orientació a objectes
- MooTools (My Object-Oriented Tools)

## Relacionat
JSON(acrònim de JavaScript Object Notation) Serialització d'objectes Javascript

## Javascript als Navegadors
Firefox de Mozilla
- Javascript a Mozilla (anglès) Suport de Javascript al Firefox, Thunderbird i altres projectes.

Internet Explorer
- Microsoft - Jscript (anglès) Versió Javascript de Microsoft
- Versions i característiques de Jscript que suporten les diferents versions de l'Internet Explorer (anglès)

Google Chrome
- Javascript API al Chrome[Enllaç no actiu] (anglès)

Safari de l'Apple
- Javascript al Safari d'Apple (anglès)

Opera
- Referència de Javascript a Òpera(anglès)
- Articles sobre Javascript al navegador Òpera Arxivat 2011-11-11 a Wayback Machine.(anglès)

## Javascript com a rerefons de compiladors d'altres llenguatges

### Elm(programació reactiva funcional)
Llenguatge per generar aplicacions gràfiques al navegador (GUI) amb sintaxi Haskell, compilable a JavaScript.
Antigament seguia un model de programació reactiva funcional, però l'han canviat a un model MVC (Model-Vista-Controlador) més pròxim al ReactJS.

### Javaa Javascript
Una de les característiques del Google Web Toolkit és la possibilitat de crear l'aplicació en Java i compilar-la a Javascript

### Haskella Javascript
- Fay: Compilador de Haskell a Javascript que admet un subconjunt del llenguatge Haskell i tipus específics per a Javascript[18]
- JMacro - Generador de Javascript sintàcticament correcte[19]
- Javascript amb tipatge fort, com a biblioteca Haskell de llenguatge incrustat (EDSL)[20]
- PureScript compilador per una versió de Haskell amb avaluació estricta, amb algunes diferències de sintaxi.

### Scalaa Javascript
- ScalaJS: compilador a JavaScript.[21]

### OCamla Javascript
- OcamlJs[22] segons aquest article[23]

### Schemea Javascript
- Scheme2Js[24] de l'INRIA (Institut nacional francès de recerca en informàtica)
- CPSCM[25] traductor a Google code de Scheme a Javascript basat en el mètode de compilació CPS (Continuation Passing Style).

### Smalltalka Javascript
- ST2JS[26]

## EstàndardsECMAScript, nom oficial de JavaScript
- ECMAScript Official Website Arxivat 2007-06-11 a Wayback Machine. (anglès)
  - ECMA-262 (anglès)
    - ECMA-262 ECMAScript Language Specification 3rd edition (December 1999) (anglès)
    - ECMAScript Language Specification, Edition 3 Final, 24-Mar-00 (anglès)
    - ECMA-262 ECMAScript Language Specification 5th edition (December 2009) (anglès)

  - ECMA-290 ECMAScript Components Specification (June 1999) (anglès)
  - ECMA-327 ECMAScript 3rd Edition Compact Profile (June 2001) (anglès)
  - ECMA-357 ECMAScript for XML (E4X) Specification (June 2004) (anglès)